# Yoshiko Inoue
Yoshiko Inoue (jap. 井上佳子 Inoue Yoshiko; ur. 26 kwietnia 1988) - japońska zapaśniczka w stylu wolnym. Zdobyła dwa brązowe medale mistrzostw świata w 2011 i 2012. Trzy medale na mistrzostwach Azji, złoto w 2011. Trzecia w Pucharze Świata w 2011; czwarta w 2007; piąta w 2006 i 2009; siódma w 2012. Mistrzyni świata juniorów w 2006, Azji w 2008 roku.